# Ојама
Ојама (јап. 小山市) град је у Јапану у префектури Точиги. Према попису становништва из 2005. у граду је живело 160.150 становника.

## Становништво
Према подацима са пописа, у граду је 2005. године живело 160.150 становника.
| 1995.   | 2000.   | 2005.   |
| ------- | ------- | ------- |
| 150.115 | 155.198 | 160.150 |